# Рогава, Цотне Бадриевич
Цотне Бадриевич Рогава (род. 2 мая 1993, Зугдиди, Грузия) — украинский боксёр-профессионал, бывший кикбоксер и боец тайского бокса, грузинского происхождения, выступающий в тяжёлой весовой категории. Мастер спорта Украины по боксу, выступает за сборную Украины по боксу с конца 2010-х, участник Олимпийских игр 2020 года, двукратный чемпион Украины (2019, 2021), бронзовый призёр чемпионата Украины (2013), победитель (2020) и серебряный призёр (2021) международного турнира «Странджа», многократный победитель и призёр международных и национальных турниров в любителях.
Бронзовый призёр Всемирные игр боевых искусств (World Combat Games 2010), трёхкратный чемпион мира (2012, 2017, 2018) и двукратный призёр (2009, 2010) чемпионата мира по тайскому боксу, многократный победитель и призёр турниров международного значения в тайском боксе и в кикбоксинге.
Лучшая позиция по рейтингу BoxRec — 63-я (октябрь 2024) и является 5-м среди украинских боксёров тяжёлой весовой категории, — входя в ТОП-65 лучших тяжёловесов всего мира.

## Биографи
Цотне Рогава родился 2 мая 1993 года в городе Зугдиди, в Грузии.

## Спортивная карьера в тайском боксе
С юности занимался тайским боксом и кикбоксингом в Одессе на Украине.
В 2010 году стал бронзовым призёром Всемирные игр боевых искусств.
Является трёхкратным чемпионом мира (2012, 2017, 2018) и двукратным призёром (2009, 2010) чемпионата мира по тайскому боксу. Является двухкратным чемпионом Европы (2012, 2013).
Заслуженный мастер спорта Украины по тайскому боксу.
Трехкратный чемпион мира по профессионалам и обладатель поясов TNA, ACB KB, KING OF KUNGFU.

## Любительская карьера в боксе
В декабре 2013 года в Ивано-Франковске завоевал бронзу на чемпионате Украины по боксу в супертяжёлом весе (свыше 91 кг), где провёл три боя — одержал две победы и проиграв в полуфинале Алексею Жуку. После этого выступления ему было присвоено звание мастера спорта Украины по боксу.

### 2019—2020 годы
В середине сентября 2019 года впервые участвовал в чемпионате мира в Екатеринбурге, в 1/16 финала со счётом 4:1 победив иранца Имана Рамезанпура, но в 1/8 финала проиграл единогласным решением судей со счётом 0:5 опытному узбеку Баходиру Жалолову — который в итоге стал чемпионом мира в весе свыше 91 кг.
В конце сентября 2019 года в Мариуполе стал чемпионом Украины по боксу в супертяжёлом весе (свыше 91 кг), в финале единогласным решением судей победив двукратного чемпиона Европы (2017, 2019) Виктора Выхриста, и накануне Олимпиады 2020 года завоевал место первого номера сборной Украины по боксу.
В январе 2020 года стал победителем в весе свыше 91 кг представительного международного турнира «Странджа» проходившего в Софии (Болгария), в финале победив по очкам представителя Бахрейна Даниса Латыпова.
В марте 2020 года участвовал в квалификационном турнире в Лондоне, который должен был стать этапом отбора европейских боксёров на Олимпийские игры 2020 года в Токио (Япония), в первом раунде соревнований победив единогласным решением судей (счёт 5:0) литовца Альгирдаса Баниулиса, но на этапе 1/16 финала турнир был остановлен из-за коронавирусной пандемии COVID-19, и украинская сборная вернулась домой.

### 2021 год
В феврале 2021 года завоевал серебро в весе свыше 91 кг на представительном международном турнире «Странджа» проходившем в Софии (Болгария), в полуфинале досрочно победив болгарина Петара Белберова, но в финале раздельным решением судей проиграв боксёру из Узбекистана Баходиру Жалолову.

#### Олимпийские игры 2020 года
В начале июня 2021 года в Париже (Франция), в четвертьфинале квалификационного турнира, проиграл азербайджанцу Мухаммаду Абдуллаеву, но в итоге по рейтингу сумел попасть на Олимпийские игры 2020 года. И в июле 2021 года стал участником Олимпийских игр в Токио, где в 1/8 финала соревнований раздельных решением судей в очень конкурентном бою проиграл британцу Фрейзеру Кларку.
В сентябре 2021 года в Одессе он вновь стал чемпионом Украины по боксу в супертяжёлом весе (свыше 92 кг), в финале победив киевлянина Дмитрия Ловчинского.
В конце октября 2021 года в Белграде (Сербия) участвовал в чемпионате мира в категории свыше 92 кг, где в 1/16 финала проиграл по очкам решением большинства судей (1:4) боксёру из Армении Давиду Чалояну.

## Профессиональная карьера в боксе
10 апреля 2021 года в Киеве (Украина) провёл дебютный бой на профессиональном ринге, победив нокаутом в 1-м раунде опытного хорвата Петара Мрвалжа. В январе 2022 года подписал контракт с американской промоутерской компанией Probellum Ричарда Шафера, но дебютировать в США смог лишь в январе 2024. С первого боя в США проводит бои с калифорнийской промоутерской компанией Азата Торосяна Toro Promotions Incorporated.
7 мая 2022 года в Кёльне, (Германия) провел свой второй бой победив Майкла Бассетта из Великобритании. Рогава сразу захватил центр ринга и начал прессинг соперника. Конкурентной борьбы удар на удар не получилось, бой начал быть односторонним и на 3-й раунд британец не вышел. Победа Рогавы отказом RTD 2. 1 октября 2022 года в городе Ле-Канне (Франция) победил в третьем поединке. Соперником был Демир Гуламич из Боснии. Рогава победил ТКО2.

### Бой с Данте Уильямсом
4 января 2024 года в Такоме (Вашингтон, США) успешно дебютировал на американском ринге. В со-главном поединке вечера организованного компанией ToroPromotions победил в 1 раунде нокаутом 38-летнего небитого Данте Уильямсом. С первых секунд раунда украинец взял инициативу на себя, зажал соперника в углу и чередуя атаки «корпус — голова» рефери был вынужден дать отмашку об остановке.

### Бой с Джоном Шипманом
15 февраля 2024 года в городе Сан Джасинто (Калифорния, США) на вечере бокса от ToroPromotions нокаутировал ударом по корпусу малоизвестного 33-летнего Джона Шипмана.

### Бой с Антонио Брауном
23 марта 2024 года в городе Онтэрио (Калифорния) в совместном вечере бокса от ToroPromotions и Fearless Boxing Promotions состоялся бой против 35-летнего американского боксёра Антонио Брауна. После четырёх падений Антонио Брауна в первом раунде, бой был остановлен рефери. 6-я досрочная победа Рогавы в профессиональном боксе.

### Бой с Джесси Брайаном
12 апреля 2024 года в Супериоре, (Колорадо) вышел на ринг против 39-летнего джорнимэна с хорошим рекордом Джесси Брайана. Поединок оказался очень кратковременным. Уже в первом раунде Рогава нанёс несколько мощных ударов, после которых американец повис на канатах. Левым апперкотом Цотне поднял голову соперника, после чего тяжело уронил его на канвас правым боковым. Это седьмой бой и седьмой нокаут подряд украинца в профессиональном боксе.

### Бой с Джамал Вудсом
23 мая 2024 год в Сан-Джасинто, (Калифорния) возглавил кард вечера от ToroPromotions Incorporated сразившись с гейткипером из США Терреллом Джамалом Вудсом. С первых секунд завладев инициативой Рогава начал давить противника который отлично работал на ногах не давая себя зажать у канатов. Украинец старался наносить много ударов, но не вкладываться в каждый, а умело комбинировать пряча сильный удар. В конце 5-го раунда такая стратегия принесла плоды — Вудс оказался на полу от правого прямого. Рогава почувствовав шанс усилил давление, но Джамал Вудс всё же смог устоять. Счет: 80-71 (трижды) в пользу Рогавы.

### Бой с Джо Болденом
15 июня 2024 года в Такома (Вашингтон) по итогу 8-ми раундов победил по очкам 45-летнего джорнимэна Джо Болдена.

### Бой с Александром Флоресом
28 сентября 2024 года в Индастри (Калифорния, США) в главном бою вечера встретился с известным джорнимэном, бывшим чемпионом мира среди юниоров по версии WBC, Александром Флоресом. Стартовый раунд начался с давления от Рогавы который контролировал пространство ринга и работал по этажам, хорошо комбинировал и был активней. Флорес ушел в защиту и был пассивен. Второй раунд прошел так же как и первый, но Флорес побывал в нокдауне. Неудачное начало активизировало американца и он выдал два следующих раунда конкурентной борьбы - работал джебом, активно проявив себя и на ближней дистанции. В 5-раунде Флорес так же выглядел лучше и смог создать эпизод с ударом который потряс украинца. В 6-м Цотне снова усилил давление переломив бой в свою сторону. Концовка так же осталась за украинцем, кроме, заключительного 10-го раунда где Флорес был точнее. Судьи посчитали справедливо отдав победу и пояс WBC USA: 98—91, 97—93 и 99—90.

### WBC Grand Prix
В апреле 2025 года в Саудовской Аравии принял участие в проекте Турки Аль Аш-Шейха и WBC – Гран-при WBC. 
На стадии 1/16 финала встретился с 22-летним австралийцем Льисом Кларком. С первых секунд раунда создал давление на оппонента и не отпускал до последних секунд раунда работая по "этажам" и проведя несколько успешных атак. Во второй трехминутке почти сразу загнал Кларка к канатам и начал работать по туловищу. Кларк пропустил по печени и ему был отсчитан нокдаун. За 30 секунд до конца раунда снова начав пропускать рефери сигнализировал что останавливает бой ТКО2.
21 июня 2025 года на стадии 1/8 финала сразился с соотечественником, небитым украинским тяжеловесом Виталием Стальченко. Цотне смог передавить более легкого и уступающего в гарабитах Виталия. Рогава боксировал с акцентированными ударами, против серийной работы у Стальченко. Так же за ним осталась работа по корпусу. Концовка ввиду усталости Рогавы была за Виталием. Счёт: 56-58, 56-58, 54-60.
13 августа 2025 года в 1/4 финала уступил по очкам боснийцу Ахмеду Крньичу. В этом поединке украинец сделал ставку на техничный бокс и работу по корпусу, которая приносила плоды первые раунды. Ближе к концу габаритный босниец активизировался, выглядел более выносливым и более эффективно отработал по корпусу украинца, чтобы его замедлить. Судьи отдали близкую победу большинством голосов боснийцу: 57-57, 58-56 и 58-56.

## Статистика профессиональных боёв в боксе
В таблице перечислены результаты всех поединков боксёров.
В каждой строке указан результат поединка. Дополнительно номер поединка обозначен цветом, который обозначает итог поединка. Расшифровка обозначений и цветов представлена в нижеследующей таблице.
| Пример | Расшифровка                     |
| ------ | ------------------------------- |
|        | Победа                          |
|        | Ничья                           |
|        | Поражение                       |
|        | Планируемый поединок            |
|        | Поединок признан несостоявшимся |
| КО     | Нокаут                          |
| ТКО    | Технический нокаут              |
| PTS    | Решение судей (по очкам)        |
| UD     | Единогласное решение судей      |
| MD     | Решение большинства судей       |
| SD     | Раздельное решение судей        |
| RTD    | Отказ от продолжения боя        |
| DQ     | Дисквалификация                 |
| NC     | Поединок признан несостоявшимся |

| 13 боёв, 12 побед (8 нокаутом), 1 поражение. | 13 боёв, 12 побед (8 нокаутом), 1 поражение. | 13 боёв, 12 побед (8 нокаутом), 1 поражение. | 13 боёв, 12 побед (8 нокаутом), 1 поражение. | 13 боёв, 12 побед (8 нокаутом), 1 поражение.                     | 13 боёв, 12 побед (8 нокаутом), 1 поражение. | 13 боёв, 12 побед (8 нокаутом), 1 поражение.                       |
| Бой                                          | Рекорд                                       | Дата                                         | Соперник                                     | Место боя                                                        | Результат                                    | Данные о бое                                                       |
| -------------------------------------------- | -------------------------------------------- | -------------------------------------------- | -------------------------------------------- | ---------------------------------------------------------------- | -------------------------------------------- | ------------------------------------------------------------------ |
| 13                                           | 12-1                                         | 13 августа 2025                              | Ахмед Крнич (5-0)                            | Kingdom Arena, Эр-Рияд, Саудовская Аравия                        | MD 6                                         | WBC Grand Prix (четвертьфинал). Счёт судей: 56-58 (дважды), 57-57. |
| 12                                           | 12-0                                         | 21 июня 2025                                 | Виталий Стальченко (10-0)                    | Cool Arena, Эр-Рияд, Саудовская Аравия                           | UD 6                                         | WBC Grand Prix (роунд 16). Счёт судей: 58-56 (дважды), 60-54.      |
| 11                                           | 11-0                                         | 20 апреля 2025                               | Льюис Кларк (6-1)                            | Global Theater Boulevard Riyadh City, Эр-Рияд, Саудовская Аравия | TKO 2 (6), 2:32                              | WBC Grand Prix (роунд 32)                                          |
| 10                                           | 10-0                                         | 28 сентября 2024                             | Александр Флорес (19-4-1)                    | Pacific Palms Resort, Индастри, Калифорния, США                  | UD 10                                        | Завоевал вакантный титул WBC USA. Счёт судей: 99-90, 97-92, 96-93. |
| 9                                            | 9-0                                          | 15 июня 2024                                 | Джон Болден (10-13-1)                        | Emerald Queen Casino, Такома, Вашингтон, США                     | UD 8                                         | Счёт судей: 79-71, 80-70 (дважды).                                 |
| 8                                            | 8-0                                          | 23 мая 2024                                  | Террелл Джамал Вудс (29-59-10)               | Soboba Casino, Сан-Джасинто, Калифорния, США                     | UD 8                                         | Вудс в нокдауне в 5-м раунде. Счёт судей: 80-71 (трижды).          |
| 7                                            | 7-0                                          | 12 апреля 2024                               | Джесси Браян (21-8-2)                        | Blue Sport Stable, Сьюпириор, Колорадо, США                      | KO 1 (8), 0:36                               |                                                                    |
| 6                                            | 6-0                                          | 23 марта 2024                                | Антонио Браун (8-4)                          | LumColor "Phoenix Center", Онтэрио, Калифорния, США              | KO 1 (8), 1:44                               |                                                                    |
| 5                                            | 5-0                                          | 15 февраля 2024                              | Джон Шипман (5-5)                            | Soboba Casino, Сан-Джасинто, Калифорния, США                     | KO 1 (6), 1:58                               |                                                                    |
| 4                                            | 4-0                                          | 4 января 2024                                | Данте Уильямс (4-0)                          | Emerald Queen Casino, Такома, Вашингтон, США                     | KO 1 (6), 1:53                               |                                                                    |
| 3                                            | 3-0                                          | 1 октября 2022                               | Демир Гуламич (3-5-2)                        | Gymnase Principiano, Ле-Канне, Приморские Альпы, Франция         | TKO 2 (6)                                    |                                                                    |
| 2                                            | 2-0                                          | 7 мая 2022                                   | Майкл Бассетт (2-4)                          | Sartory Sale Koln, Кёльн, Северный Рейн-Вестфалия, Германия      | RTD 2 (6), 3:00                              |                                                                    |
| 1                                            | 1-0                                          | 10 апреля 2021                               | Петар Мрвалж (9-14)                          | Киев, Украина                                                    | KO 1 (4), 1:54                               | Профессиональный дебют.                                            |
| Бой                                          | Рекорд                                       | Дата                                         | Соперник                                     | Место боя                                                        | Результат                                    | Данные о бое                                                       |